# Pancuecuetlacáyan
Pancuecuetlacáyan (del náhuatl: pancuecuetlacayan ‘el lugar donde la gente vuela y se voltea como banderas’‘pantli, pendón, bandera; cuecuetlaca, flotar ondulando en el aire; yan, lugar’) en la mitología mexica es el quinto estrato subterráneo del inframundo para llegar hasta el Mictlán, un lugar que se ubicaba al pie del último collado o colina del Itzehecáyan, y ahí empezaba una zona desértica de ocho páramos donde existían vientos congelantes que cortaban los cadáveres de los muertos con múltiples puntas de pedernal al recorrerlo, un lugar sin gravedad y de difícil movimiento.